# Guan (Liaocheng)

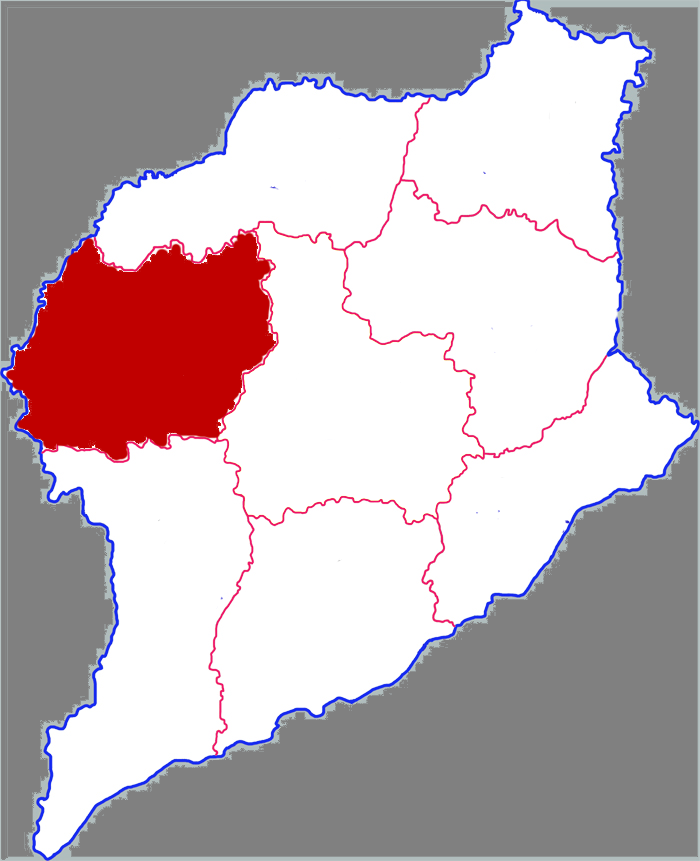
Lagekarte von Guan in Liaocheng City, China

Guan (冠县; Pinyin: Guàn Xiàn) ist ein Kreis der bezirksfreien Stadt Liaocheng im Westen der chinesischen Provinz Shandong. Die Fläche beträgt 1.161 Quadratkilometer und die Einwohnerzahl 764.864 (Stand: Zensus 2010). 1999 zählte er 730.300 Einwohner.